# Liste der Säugetiere Österreichs
Die Liste der Säugetiere Österreichs enthält die in Österreich vorkommenden Arten der Säugetiere in Anlehnung an die Liste der Säugetiere Europas. Auch hier sind die nach 1492 eingeführte Neozoen als solche gekennzeichnet. Haustierformen und der Mensch werden nicht berücksichtigt. Die Taxonomie und die Verbreitung folgen hauptsächlich Grimmberger und Mitarbeitern (2009). Die Reihenfolge der Gattungen und Arten folgt Aulagnier und Mitarbeitern (2009). Für jedes Tier wurde die explizite Verbreitung in Österreich nachgeforscht.
Das österreichische Umweltbundesamt gibt den RL-Status in der Roten Liste gefährdeter Tierarten an. In Österreich wurde im Jahr 2005 der Gefährdungsstatus der Säugetiere zuletzt evaluiert. Bei der IUCN und in der Roten Liste Österreichs gibt es folgende Gefährdungsstatus:
| Status | IUCN                                                  | Rote Liste Österreich |
| ------ | ----------------------------------------------------- | --- |
|        | ausgestorben (engl. extinct)                          | Ein Taxon gilt als ausgestorben, wenn kein begründeter Zweifel besteht, dass das letzte Individuum tot ist. Ein Taxon gilt aus ausgestorben, wenn erschöpfende Erhebungen im bekannten oder vermuteten Lebensraum, zu geeigneten Tages- und Jahreszeiten über das gesamte ehemalige Verbreitungsgebiet keine Individuennachweise erbrachten. Die Erhebungen sollten sich über einen Zeitrahmen erstrecken, die dem Lebenszyklus und Lebensformtyp des Taxons angemessen ist. |
|        | in der Natur ausgestorben (engl. extinct in the wild) | Es gibt lediglich Individuen in Kultur, in Gefangenschaft oder in eingebürgerten Populationen außerhalb des natürlichen Verbreitungsgebietes. |
| 0RE    | regional ausgestorben (engl. regionally extinct)      | Ein Taxon gilt als regional ausgestorben, wenn kein begründeter Zweifel besteht, dass das letzte fortpflanzungsfähige Individuum in Österreich tot oder verschwunden ist, oder, im Falle einer früheren Gastart, Individuen das österreichische Gebiet nicht mehr aufsuchen. |
|        | vom Aussterben bedroht (engl. critically endangered)  | 50 % Aussterbenswahrscheinlichkeit in 10 Jahren oder 3 Generationen (maximal 100 Jahre). |
|        | stark gefährdet (engl. endangered)                    | 20 % Aussterbenswahrscheinlichkeit in 20 Jahren oder 5 Generationen (maximal 100 Jahre). |
|        | gefährdet (engl. vulnerable)                          | 10 % Aussterbenswahrscheinlichkeit in 100 Jahren. |
|        | potenziell gefährdet (engl. near threatened)          | Weniger als 10 % Aussterbenswahrscheinlichkeit in 100 Jahren, aber negative Bestandsentwicklung und hohe Aussterbensgefahr in Teilen des Gebietes. |
|        | nicht gefährdet (engl. least concern)                 | Weniger als 10 % Aussterbenswahrscheinlichkeit in 100 Jahren, weitere Attribute wie unter NT treffen nicht zu. |
|        | ungenügende Datengrundlage (engl. data deficient)     | Die vorliegenden Daten lassen keine Einstufung in die einzelnen Kategorien zu. |
|        | nicht beurteilt (engl. not evaluated)                 | Die Art wurde nicht eingestuft. |

In der Roten Liste der gefährdeten Tierarten aus dem Jahr 2005 kommt auch die Steppenbirkenmaus (Sicista subtilis) mit Gefährdungsstatus „RE“, der Südliche Weißbrustigel (Erinaceus concolor) mit Gefährdungsstatus „LC“ und die Langfußfledermaus (Myotis capaccinii) mit Gefährdungsstatus „NE“ vor, die in den beiden anderen Büchern nicht auftauchen.
Die folgende Tabelle zeigt für jede Säugetierart Österreichs, sofern vorhanden, ein Bild und das Verbreitungsgebiet. Zusätzlich werden die deutschen Namen, die wissenschaftlichen Namen, die Erstbeschreiber (Autoren), die Wikidata-Links (die farbigen Balken) und die Gefährdungsstatus der IUCN bzw. des österreichischen Umweltbundesamts angegeben.

## Ordnung:Nagetiere– Rodentia
| Bild                                              | deutscher Name                                                                    | wissenschaftlicher Name und Autor                                | Verbreitungsgebiet                                      | IUCN-RL | RL-Status | Bemerkung |
| ------------------------------------------------- | --------------------------------------------------------------------------------- | ---------------------------------------------------------------- | ------------------------------------------------------- | ------- | --------- | --- |
| Familie: Hörnchen (Sciuridae)                     |                                                                                   |                                                                  |                                                         |         |           | |
| Unterfamilie: Baum- und Gleithörnchen (Sciurinae) |                                                                                   |                                                                  |                                                         |         |           | |
| weitere Bilder                                    | Eurasisches Eichhörnchen, Europäisches Eichhörnchen, Eichhörnchen                 | Sciurus vulgaris Linnaeus, 1758                                  | Verbreitungskarte Sciurus vulgaris                      | [ 4 ]   | LC        | |
| Unterfamilie: Erdhörnchen (Xerinae)               |                                                                                   |                                                                  |                                                         |         |           | |
| weitere Bilder                                    | Alpenmurmeltier                                                                   | Marmota marmota (Linnaeus, 1758)                                 | Verbreitungskarte Marmota marmota                       | [ 5 ]   | NT        | |
| weitere Bilder                                    | Europäischer Ziesel, Europäisches Ziesel, Schlichtziesel                          | Spermophilus citellus (Linnaeus, 1766)                           | Verbreitungskarte Spermophilus citellus                 | [ 6 ]   | EN        | |
| weitere Bilder                                    | Streifen-Backenhörnchen, Östliches Chipmunk, Hackee                               | Tamias striatus (Linnaeus, 1758)                                 | Verbreitungskarte Tamias striatus                       | [ 7 ]   | ---       | Neozoon |
| Familie: Bilche (Gliridae)                        |                                                                                   |                                                                  |                                                         |         |           | |
| Unterfamilie: Paläarktische Schläfer (Leithiinae) |                                                                                   |                                                                  |                                                         |         |           | |
| weitere Bilder                                    | Baumschläfer                                                                      | Dryomys nitedula (Pallas, 1778)                                  | Verbreitungskarte Dryomys nitedula                      | [ 8 ]   | LC        | Alpen |
| weitere Bilder                                    | Gartenschläfer                                                                    | Eliomys quercinus (Linnaeus, 1766)                               | Verbreitungskarte Eliomys quercinus                     | [ 9 ]   | NT        | im Westen gelegene Alpen |
| weitere Bilder                                    | Haselmaus                                                                         | Muscardinus avellanarius (Linnaeus, 1758)                        | Verbreitungskarte Muscardinus avellanarius              | [ 10 ]  | LC        | |
| Unterfamilie: Siebenschläfer (Glirinae)           |                                                                                   |                                                                  |                                                         |         |           | |
| weitere Bilder                                    | Siebenschläfer                                                                    | Glis glis (Linnaeus, 1766)                                       | Verbreitungskarte Glis glis                             | [ 11 ]  | LC        | |
| Familie: Biber (Castoridae)                       |                                                                                   |                                                                  |                                                         |         |           | |
| weitere Bilder                                    | Europäischer Biber, Eurasischer Biber                                             | Castor fiber Linnaeus, 1758                                      | Verbreitungskarte Castor fiber                          | [ 12 ]  | LC        | |
| weitere Bilder                                    | Kanadischer Biber, Amerikanischer Biber                                           | Castor canadensis Kuhl, 1820                                     | Verbreitungskarte Castor canadensis, nur der grüne Teil | [ 13 ]  | NE        | Neozoon |
| Familie: Springmäuse (Dipodidae)                  |                                                                                   |                                                                  |                                                         |         |           | |
| Unterfamilie: Birkenmäuse (Sicistinae)            |                                                                                   |                                                                  |                                                         |         |           | |
| weitere Bilder                                    | Waldbirkenmaus, Streifenhüpfmaus, Birkenmaus                                      | Sicista betulina (Pallas, 1779)                                  | Verbreitungskarte Sicista betulina                      | [ 14 ]  | VU        | |
| Familie: Wühler (Cricetidae)                      |                                                                                   |                                                                  |                                                         |         |           | |
| Unterfamilie: Wühlmäuse (Arvicolinae)             |                                                                                   |                                                                  |                                                         |         |           | |
| weitere Bilder                                    | Bisamratte                                                                        | Ondatra zibethicus (Linnaeus, 1766)                              | Verbreitungskarte Ondatra zibethicus                    | [ 15 ]  | NE        | Neozoon |
| weitere Bilder                                    | Rötelmaus, Waldwühlmaus                                                           | Myodes glareolus, Syn.: Clethrionomys glareolus (Schreber, 1780) | Verbreitungskarte Myodes glareolus                      | [ 16 ]  | LC        | |
| weitere Bilder                                    | Ostschermaus, Schermaus, Große Wühlmaus                                           | Arvicola amphibius, Syn.: Arvicola terrestris (Linnaeus, 1758)   | Verbreitungskarte Arvicola amphibius                    | [ 17 ]  | LC        | |
| weitere Bilder                                    | Gebirgsschermaus, Bergschermaus                                                   | Arvicola scherman Shaw, 1801                                     | Verbreitungskarte Arvicola scherman                     | [ 18 ]  | ---       | |
| weitere Bilder                                    | Schneemaus                                                                        | Chionomys nivalis (Martins, 1842)                                | Verbreitungskarte Chionomys nivalis                     | ---     | LC        | Ostalpen und z. T. Nord-Zentral und Südalpen |
| weitere Bilder                                    | Nordische Wühlmaus, Sumpfmaus                                                     | Microtus oeconomus (Pallas, 1776)                                |                                                         | [ 19 ]  | VU        | |
| weitere Bilder                                    | Erdmaus                                                                           | Microtus agrestis (Linnaeus, 1761)                               | Verbreitungskarte Microtus agrestis                     | [ 20 ]  | LC        | |
| weitere Bilder                                    | Feldmaus                                                                          | Microtus arvalis (Pallas, 1778)                                  | Verbreitungskarte Microtus arvalis                      | [ 21 ]  | LC        | |
| weitere Bilder                                    | Kurzohrmaus, Kleinäugige Wühlmaus                                                 | Microtus subterraneus (Sélys-Longchamps, 1836)                   | Verbreitungskarte Microtus subterraneus                 | [ 22 ]  | LC        | |
| weitere Bilder                                    | Bayerische Kurzohrmaus                                                            | Microtus bavaricus König, 1962                                   |                                                         | [ 23 ]  | CR        | |
|                                                   | Alpen-Kleinwühlmaus, Fatio-Kleinwühlmaus                                          | Microtus multiplex (Fatio, 1905)                                 |                                                         | [ 24 ]  | ---       | |
|                                                   | Illyrische Kurzohrmaus, Liechtenstein-Kleinwühlmaus, Liechtensteins Kleinwühlmaus | Microtus liechtensteini (Wettstein, 1927)                        |                                                         | [ 25 ]  | EN        | |
| Unterfamilie: Hamster (Cricetinae)                |                                                                                   |                                                                  |                                                         |         |           | |
| weitere Bilder                                    | Feldhamster, Europäischer Hamster                                                 | Cricetus cricetus (Linnaeus, 1758)                               | Verbreitungskarte Cricetus cricetus                     | [ 26 ]  | VU        | |
| Familie: Langschwanzmäuse (Muridae)               |                                                                                   |                                                                  |                                                         |         |           | |
| Unterfamilie: Altweltmäuse (Murinae)              |                                                                                   |                                                                  |                                                         |         |           | |
| weitere Bilder                                    | Wanderratte                                                                       | Rattus norvegicus (Berkenhout, 1769)                             | Verbreitungskarte Rattus norvegicus                     | [ 27 ]  | LC        | Neozoon |
| weitere Bilder                                    | Hausratte, Dachratte, Schiffsratte                                                | Rattus rattus (Linnaeus, 1758)                                   | Verbreitungskarte Rattus rattus                         | [ 28 ]  | CR        | |
| weitere Bilder                                    | Zwergmaus, Eurasische Zwergmaus                                                   | Micromys minutus (Pallas, 1771)                                  | Verbreitungskarte Micromys minutus                      | [ 29 ]  | NT        | |
| weitere Bilder                                    | Brandmaus                                                                         | Apodemus agrarius (Pallas, 1771)                                 | Verbreitungskarte Apodemus agrarius                     | [ 30 ]  | NE        | |
| weitere Bilder                                    | Gelbhalsmaus                                                                      | Apodemus flavicollis (Melchior, 1834)                            | Verbreitungskarte Apodemus flavicollis                  | [ 31 ]  | LC        | |
| weitere Bilder                                    | Alpenwaldmaus                                                                     | Apodemus alpicola Heinrich, 1952                                 |                                                         | [ 32 ]  | NT        | |
| weitere Bilder                                    | Waldmaus                                                                          | Apodemus sylvaticus (Linnaeus, 1758)                             | Verbreitungskarte Apodemus sylvaticus                   | [ 33 ]  | LC        | |
| weitere Bilder                                    | Zwergwaldmaus                                                                     | Apodemus uralensis (Pallas, 1811)                                | Verbreitungskarte Apodemus uralensis                    | [ 34 ]  | DD        | |
| weitere Bilder                                    | Hausmaus, Östliche Hausmaus                                                       | Mus musculus musculus, Syn.: Mus musculus Linnaeus, 1758         | Verbreitungskarte Mus musculus                          | [ 35 ]  | LC        | |
| Westliche Hausmaus                                | Westliche Hausmaus                                                                | Mus musculus domesticus, Syn.: Mus domesticus                    |                                                         | ---     | NT        | |
| weitere Bilder                                    | Ährenmaus                                                                         | Mus spicilegus Petényi, 1882                                     | Verbreitungskarte Mus spicilegus                        | [ 36 ]  | EN        | |
| weitere Bilder                                    | Steppenbirkenmaus, Streifenmaus                                                   | Sicista subtilis (Pallas, 1773)                                  |                                                         | [ 37 ]  | RE        | |
| Familie: Stachelratten (Echimyidae)               |                                                                                   |                                                                  |                                                         |         |           | |
| weitere Bilder                                    | Nutria, Biberratte, Sumpfbiber, Schweifratte, Schweifbiber, Coypu                 | Myocastor coypus (Molina, 1782)                                  | Verbreitungskarte Myocastor coypus                      | [ 38 ]  | NE        | Neozoon. In Österreich beschränkt sich der Bestand auf vereinzelte, in der Regel kurzlebige Populationen, die harte Winter regelmäßig nicht überdauern. Die Art ist dort nicht sicher dauerhaft etabliert. |

## Ordnung:Hasenartige– Lagomorpha
| Bild                       | deutscher Name | wissenschaftlicher Name und Autor      | Verbreitungsgebiet                      | IUCN-RL | RL-Status | Bemerkung |
| -------------------------- | -------------- | -------------------------------------- | --------------------------------------- | ------- | --------- | --------- |
| Familie: Hasen (Leporidae) |                |                                        |                                         |         |           |           |
| weitere Bilder             | Feldhase, Hase | Lepus europaeus Pallas, 1778           | Verbreitungskarte Lepus europaeus       | [ 39 ]  | NT        |           |
| weitere Bilder             | Schneehase     | Lepus timidus Linnaeus, 1758           | Verbreitungskarte Lepus timidus         | [ 40 ]  | LC        |           |
| weitere Bilder             | Wildkaninchen  | Oryctolagus cuniculus (Linnaeus, 1758) | Verbreitungskarte Oryctolagus cuniculus | [ 41 ]  | VU        |           |

## Ordnung:Insektenfresser– Eulipotyphla
| Bild                                            | deutscher Name                                  | wissenschaftlicher Name und Autor           | Verbreitungsgebiet                                         | IUCN-RL | RL-Status | Bemerkung                           |
| ----------------------------------------------- | ----------------------------------------------- | ------------------------------------------- | ---------------------------------------------------------- | ------- | --------- | ----------------------------------- |
| Familie: Igel (Erinaceidae)                     |                                                 |                                             |                                                            |         |           |                                     |
| weitere Bilder                                  | Braunbrustigel, Westeuropäischer Igel, Westigel | Erinaceus europaeus Linnaeus, 1758          | Verbreitungskarte Erinaceus europaeus                      | [ 42 ]  | NT        |                                     |
| weitere Bilder                                  | Nördlicher Weißbrustigel, Osteuropäischer Igel  | Erinaceus roumanicus Barrett-Hamilton, 1900 | Verbreitungskarte Erinaceus roumanicus, nur der blaue Teil | [ 43 ]  | ---       |                                     |
| weitere Bilder                                  | Südlicher Weißbrustigel, Ostigel                | Erinaceus concolor Martin, 1838             | Verbreitungskarte Erinaceus concolor, nur der rote Teil    | [ 44 ]  | LC        |                                     |
| Familie: Spitzmäuse (Soricidae)                 |                                                 |                                             |                                                            |         |           |                                     |
| Unterfamilie: Rotzahnspitzmäuse (Soricinae)     |                                                 |                                             |                                                            |         |           |                                     |
| weitere Bilder                                  | Waldspitzmaus                                   | Sorex araneus Linnaeus, 1758                | Verbreitungskarte Sorex araneus                            | [ 45 ]  | LC        |                                     |
| weitere Bilder                                  | Schabrackenspitzmaus                            | Sorex coronatus Millet, 1828                | Verbreitungskarte Sorex coronatus                          | [ 46 ]  | VU        | Vorarlberg                          |
| weitere Bilder                                  | Alpenspitzmaus                                  | Sorex alpinus Schinz, 1837                  | Verbreitungskarte Sorex alpinus                            | [ 47 ]  | NT        |                                     |
| weitere Bilder                                  | Zwergspitzmaus                                  | Sorex minutus Linnaeus, 1766                | Verbreitungskarte Sorex minutus                            | [ 48 ]  | LC        |                                     |
| weitere Bilder                                  | Wasserspitzmaus                                 | Neomys fodiens (Pennant, 1771)              | Verbreitungskarte Neomys fodiens                           | [ 49 ]  | NT        | in allen Bundesländern, aber selten |
| weitere Bilder                                  | Sumpfspitzmaus                                  | Neomys anomalus Cabrera, 1907               | Verbreitungskarte Neomys anomalus                          | [ 50 ]  | LC        |                                     |
| Unterfamilie: Weißzahnspitzmäuse (Crocidurinae) |                                                 |                                             |                                                            |         |           |                                     |
| weitere Bilder                                  | Feldspitzmaus                                   | Crocidura leucodon (Hermann, 1780)          | Verbreitungskarte Crocidura leucodon                       | [ 51 ]  | LC        |                                     |
| weitere Bilder                                  | Gartenspitzmaus                                 | Crocidura suaveolens (Pallas, 1811)         | Verbreitungskarte Crocidura suaveolens                     | [ 52 ]  | LC        |                                     |
| weitere Bilder                                  | Hausspitzmaus                                   | Crocidura russula (Hermann, 1780)           | Verbreitungskarte Crocidura russula                        | [ 53 ]  | VU        |                                     |
| Familie: Maulwürfe (Talpidae)                   |                                                 |                                             |                                                            |         |           |                                     |
| weitere Bilder                                  | Europäischer Maulwurf, Maulwurf                 | Talpa europaea Linnaeus, 1758               | Verbreitungskarte Talpa europaea                           | [ 54 ]  | NT        |                                     |

## Ordnung:Fledertiere– Chiroptera
| Bild                                                    | deutscher Name                                     | wissenschaftlicher Name und Autor                     | Verbreitungsgebiet                                   | IUCN-RL | RL-Status | Bemerkung |
| ------------------------------------------------------- | -------------------------------------------------- | ----------------------------------------------------- | ---------------------------------------------------- | ------- | --------- | --------- |
| Familie: Hufeisennasen (Rhinolophidae)                  |                                                    |                                                       |                                                      |         |           |           |
| weitere Bilder                                          | Kleine Hufeisennase                                | Rhinolophus hipposideros (Borkhausen, 1797)           | Verbreitungskarte Rhinolophus hipposideros           | [ 55 ]  | VU        |           |
| weitere Bilder                                          | Große Hufeisennase                                 | Rhinolophus ferrumequinum (Schreber, 1774)            | Verbreitungskarte Rhinolophus ferrumequinum          | [ 56 ]  | CR        |           |
| Familie: Bulldoggfledermäuse (Molossidae)               |                                                    |                                                       |                                                      |         |           |           |
| weitere Bilder                                          | Europäische Bulldoggfledermaus                     | Tadarida teniotis (Rafinesque, 1814)                  | Verbreitungskarte Tadarida teniotis                  | [ 57 ]  | ---       |           |
| Familie: Glattnasen (Vespertilionidae)                  |                                                    |                                                       |                                                      |         |           |           |
| Unterfamilie: Langflügelfledermäuse (Miniopterinae)     |                                                    |                                                       |                                                      |         |           |           |
| weitere Bilder                                          | Langflügelfledermaus                               | Miniopterus schreibersii (Kuhl, 1817)                 | Verbreitungskarte Miniopterus schreibersii           | [ 58 ]  | RE        |           |
| Unterfamilie: Eigentliche Glattnasen (Vespertilioninae) |                                                    |                                                       |                                                      |         |           |           |
| weitere Bilder                                          | Breitflügelfledermaus                              | Eptesicus serotinus (Schreber, 1774)                  | Verbreitungskarte Eptesicus serotinus                | [ 59 ]  | VU        |           |
| weitere Bilder                                          | Nordfledermaus                                     | Eptesicus nilssonii Keyserling & Blasius, 1839        | Verbreitungskarte Eptesicus nilssonii                | [ 60 ]  | LC        |           |
| weitere Bilder                                          | Mopsfledermaus, Westliche Mopsfledermaus           | Barbastella barbastellus (Schreber, 1774)             | Verbreitungskarte Barbastella barbastellus           | [ 61 ]  | VU        |           |
| weitere Bilder                                          | Braunes Langohr                                    | Plecotus auritus (Linnaeus, 1758)                     | Verbreitungskarte Plecotus auritus                   | [ 62 ]  | LC        |           |
| weitere Bilder                                          | Alpen-Langohr, Alpenlangohr, Kaukasisches Langohr  | Plecotus macrobullaris Kuzjakin, 1965                 | Verbreitungskarte Plecotus macrobullaris             | [ 63 ]  | DD        |           |
| weitere Bilder                                          | Graues Langohr                                     | Plecotus austriacus J. Fischer, 1829                  | Verbreitungskarte Plecotus austriacus                | [ 64 ]  | VU        |           |
| weitere Bilder                                          | Großer Abendsegler, Abendsegler                    | Nyctalus noctula (Schreber, 1774)                     | Verbreitungskarte Nyctalus noctula                   | [ 65 ]  | NE        |           |
| weitere Bilder                                          | Kleiner Abendsegler, Kleinabendsegler              | Nyctalus leisleri (Kuhl, 1817)                        | Verbreitungskarte Nyctalus leisleri                  | [ 66 ]  | VU        |           |
| weitere Bilder                                          | Zwergfledermaus                                    | Pipistrellus pipistrellus (Schreber, 1774)            | Verbreitungskarte Pipistrellus pipistrellus          | [ 67 ]  | NT        |           |
| weitere Bilder                                          | Mückenfledermaus                                   | Pipistrellus pygmaeus (Leach, 1825)                   | Verbreitungskarte Pipistrellus pygmaeus              | [ 68 ]  | DD        |           |
| weitere Bilder                                          | Weißrandfledermaus                                 | Pipistrellus kuhlii (Kuhl, 1817)                      | Verbreitungskarte Pipistrellus kuhlii                | [ 69 ]  | VU        |           |
| weitere Bilder                                          | Rauhautfledermaus                                  | Pipistrellus nathusii Keyserling & Blasius, 1839      | Verbreitungskarte Pipistrellus nathusii              | [ 70 ]  | NE        |           |
| weitere Bilder                                          | Zweifarbfledermaus, Europäische Zweifarbfledermaus | Vespertilio murinus Linnaeus, 1758                    | Verbreitungskarte Vespertilio murinus                | [ 71 ]  | NE        |           |
| weitere Bilder                                          | Alpenfledermaus                                    | Hypsugo savii (Bonaparte, 1837)                       | Verbreitungskarte Hypsugo savii                      | [ 72 ]  | EN        |           |
| Unterfamilie: Mausohren (Myotinae)                      |                                                    |                                                       |                                                      |         |           |           |
| weitere Bilder                                          | Großes Mausohr, Mausohr                            | Myotis myotis (Borkhausen, 1797)                      | Verbreitungskarte Myotis myotis                      | [ 73 ]  | LC        |           |
| weitere Bilder                                          | Kleines Mausohr, Europäisches Kleines Mausohr      | Myotis oxygnathus, Syn.: Myotis blythii (Tomes, 1857) | Verbreitungskarte Myotis blythii = Myotis oxygnathus | [ 74 ]  | CR        |           |
| weitere Bilder                                          | Kleine Bartfledermaus                              | Myotis mystacinus (Kuhl, 1817)                        | Verbreitungskarte Myotis mystacinus                  | [ 75 ]  | NT        |           |
| weitere Bilder                                          | Nymphenfledermaus                                  | Myotis alcathoe von Helversen & Heller, 2001          | Verbreitungskarte Myotis alcathoe                    | [ 76 ]  | ---       |           |
| weitere Bilder                                          | Große Bartfledermaus, Brandtfledermaus             | Myotis brandtii (Eversmann, 1845)                     | Verbreitungskarte Myotis brandtii                    | [ 77 ]  | VU        |           |
| weitere Bilder                                          | Wimperfledermaus                                   | Myotis emarginatus (É. Geoffroy, 1806)                | Verbreitungskarte Myotis emarginatus                 | [ 78 ]  | VU        |           |
| weitere Bilder                                          | Fransenfledermaus                                  | Myotis nattereri (Kuhl, 1817)                         | Verbreitungskarte Myotis nattereri                   | [ 79 ]  | VU        |           |
| weitere Bilder                                          | Bechsteinfledermaus                                | Myotis bechsteinii (Kuhl, 1817)                       | Verbreitungskarte Myotis bechsteinii                 | [ 80 ]  | VU        |           |
| weitere Bilder                                          | Langfußfledermaus, Großfußfledermaus               | Myotis capaccinii Bonaparte, 1837                     | Verbreitungskarte Myotis capaccinii                  | [ 81 ]  | NE        |           |
| weitere Bilder                                          | Teichfledermaus                                    | Myotis dasycneme (Boie, 1825)                         | Verbreitungskarte Myotis dasycneme                   | [ 82 ]  | ---       |           |
| weitere Bilder                                          | Wasserfledermaus                                   | Myotis daubentonii (Kuhl, 1817)                       | Verbreitungskarte Myotis daubentonii                 | [ 83 ]  | LC        |           |

## Ordnung:Raubtiere– Carnivora
| Bild                              | deutscher Name                                                                                                  | wissenschaftlicher Name und Autor                          | Verbreitungsgebiet                                | IUCN-RL | RL-Status | Bemerkung |
| --------------------------------- | --- | ---------------------------------------------------------- | ------------------------------------------------- | ------- | --------- | --------- |
| Familie: Katzen (Felidae)         | |                                                            |                                                   |         |           |           |
| weitere Bilder                    | Europäische Wildkatze, Wildkatze, Waldkatze                                                                     | Felis silvestris Schreber, 1777                            | Verbreitungskarte Felis silvestris                | [ 84 ]  | RE        |           |
| weitere Bilder                    | Eurasischer Luchs, Nordluchs                                                                                    | Lynx lynx (Linnaeus, 1758)                                 | Verbreitungskarte Lynx lynx                       | [ 85 ]  | EN        |           |
| Familie: Hunde (Canidae)          | |                                                            |                                                   |         |           |           |
| weitere Bilder                    | Goldschakal | Canis aureus Linnaeus, 1758                                | Verbreitungskarte Canis aureus                    | [ 86 ]  | NE        |           |
| weitere Bilder                    | Wolf | Canis lupus Linnaeus, 1758                                 | Verbreitungskarte Canis lupus, nur der grüne Teil | [ 87 ]  | RE        |           |
| weitere Bilder                    | Marderhund, Tanuki, Waschbärhund, Enok, Obstfuchs                                                               | Nyctereutes procyonoides (Gray, 1834)                      | Verbreitungskarte Nyctereutes procyonoides        | [ 88 ]  | NE        | Neozoon   |
| weitere Bilder                    | Rotfuchs | Vulpes vulpes (Linnaeus, 1758)                             | Verbreitungskarte Vulpes vulpes                   | [ 89 ]  | LC        |           |
| Familie: Bären (Ursidae)          | |                                                            |                                                   |         |           |           |
| weitere Bilder                    | Braunbär | Ursus arctos Linnaeus, 1758                                | Verbreitungskarte Ursus arctos                    | [ 90 ]  | VU        |           |
| Familie: Marder (Mustelidae)      | |                                                            |                                                   |         |           |           |
| Unterfamilie: Mustelinae          | |                                                            |                                                   |         |           |           |
| weitere Bilder                    | Hermelin, Großes Wiesel, Kurzschwanzwiesel                                                                      | Mustela erminea Linnaeus, 1758                             | Verbreitungskarte Mustela erminea                 | [ 91 ]  | LC        |           |
| weitere Bilder                    | Mauswiesel, Zwergwiesel, Kleinwiesel, Hermännchen                                                               | Mustela nivalis Linnaeus, 1766                             | Verbreitungskarte Mustela nivalis                 | [ 92 ]  | LC        |           |
| weitere Bilder                    | Steppeniltis | Mustela eversmanii, Syn.: Mustela eversmannii Lesson, 1827 | Verbreitungskarte Mustela eversmanii              | [ 93 ]  | EN        |           |
| weitere Bilder                    | Europäischer Iltis, Waldiltis, Gemeiner Iltis, Schwarzer Iltis, Iltis, Europäisches Frettchen, Wildes Frettchen | Mustela putorius Linnaeus, 1758                            | Verbreitungskarte Mustela putorius                | [ 94 ]  | NT        |           |
| weitere Bilder                    | Amerikanischer Nerz, Mink                                                                                       | Neogale vison, Syn.: Neovison vison (Schreber, 1777)       | Verbreitungskarte Neovison vison                  | [ 95 ]  | NE        | Neozoon   |
| weitere Bilder                    | Steinmarder, Hausmarder                                                                                         | Martes foina (Erxleben, 1777)                              | Verbreitungskarte Martes foina                    | [ 96 ]  | LC        |           |
| weitere Bilder                    | Baummarder, Edelmarder                                                                                          | Martes martes (Linnaeus, 1758)                             | Verbreitungskarte Martes martes                   | [ 97 ]  | LC        |           |
| weitere Bilder                    | Europäischer Dachs                                                                                              | Meles meles (Linnaeus, 1758)                               | Verbreitungskarte Meles meles                     | [ 98 ]  | LC        |           |
| Unterfamilie: Otter (Lutrinae)    | |                                                            |                                                   |         |           |           |
| weitere Bilder                    | Fischotter, Eurasischer Fischotter                                                                              | Lutra lutra (Linnaeus, 1758)                               | Verbreitungskarte Lutra lutra                     | [ 99 ]  | NT        |           |
| Familie: Kleinbären (Procyonidae) | |                                                            |                                                   |         |           |           |
| weitere Bilder                    | Waschbär, Nordamerikanischer Waschbär                                                                           | Procyon lotor (Linnaeus, 1758)                             | Verbreitungskarte Procyon lotor                   | [ 100 ] | NE        | Neozoon   |

## Ordnung:Paarhufer– Artiodactyla
| Bild                                    | deutscher Name                     | wissenschaftlicher Name und Autor                                                      | Verbreitungsgebiet                        | IUCN-RL | RL-Status | Bemerkung                      |
| --------------------------------------- | ---------------------------------- | -------------------------------------------------------------------------------------- | ----------------------------------------- | ------- | --------- | ------------------------------ |
| Familie: Echte Schweine (Suidae)        |                                    |                                                                                        |                                           |         |           |                                |
| weitere Bilder                          | Wildschwein                        | Sus scrofa Linnaeus, 1758                                                              | Verbreitungskarte Sus scrofa              | [ 101 ] | LC        |                                |
| Familie: Hirsche (Cervidae)             |                                    |                                                                                        |                                           |         |           |                                |
| Unterfamilie: Echte Hirsche (Cervinae)  |                                    |                                                                                        |                                           |         |           |                                |
| weitere Bilder                          | Damhirsch                          | Dama dama (Linnaeus, 1758)                                                             | Verbreitungskarte Dama dama               | [ 102 ] | NE        |                                |
| weitere Bilder                          | Rothirsch                          | Cervus elaphus Linnaeus, 1758                                                          | Verbreitungskarte Cervus elaphus          | [ 103 ] | LC        |                                |
| weitere Bilder                          | Sikahirsch                         | Cervus nippon Temminck, 1838                                                           | Verbreitungskarte Cervus nippon           | [ 104 ] | NE        | Neozoon                        |
| Unterfamilie: Trughirsche (Capreolinae) |                                    |                                                                                        |                                           |         |           |                                |
| weitere Bilder                          | Reh, Europäisches Reh              | Capreolus capreolus (Linnaeus, 1758)                                                   | Verbreitungskarte Capreolus capreolus     | [ 105 ] | LC        |                                |
| weitere Bilder                          | Elch                               | Alces alces (Linnaeus, 1758)                                                           | Verbreitungskarte Alces alces             | [ 106 ] | NE        | vereinzelte seltene Sichtungen |
| Familie: Hornträger (Bovidae)           |                                    |                                                                                        |                                           |         |           |                                |
| Unterfamilie: Ziegenartige (Caprinae)   |                                    |                                                                                        |                                           |         |           |                                |
|                                         | Wildschaf, Mufflon                 | Ovis orientalis                                                                        |                                           | ---     | NE        |                                |
| weitere Bilder                          | Europäischer Mufflon               | Ovis gmelini musimon, Syn.: Ovis orientalis musimon, Ovis aries musimon (Pallas, 1811) | Verbreitungskarte Ovis orientalis musimon | ---     | ---       |                                |
| weitere Bilder                          | Gämse, Gemse                       | Rupicapra rupicapra (Linnaeus, 1758)                                                   | Verbreitungskarte Rupicapra rupicapra     | [ 107 ] | LC        |                                |
| weitere Bilder                          | Alpensteinbock, Gemeiner Steinbock | Capra ibex Linnaeus, 1758                                                              | Verbreitungskarte Capra ibex              | [ 108 ] | LC        |                                |